# Ossuarium

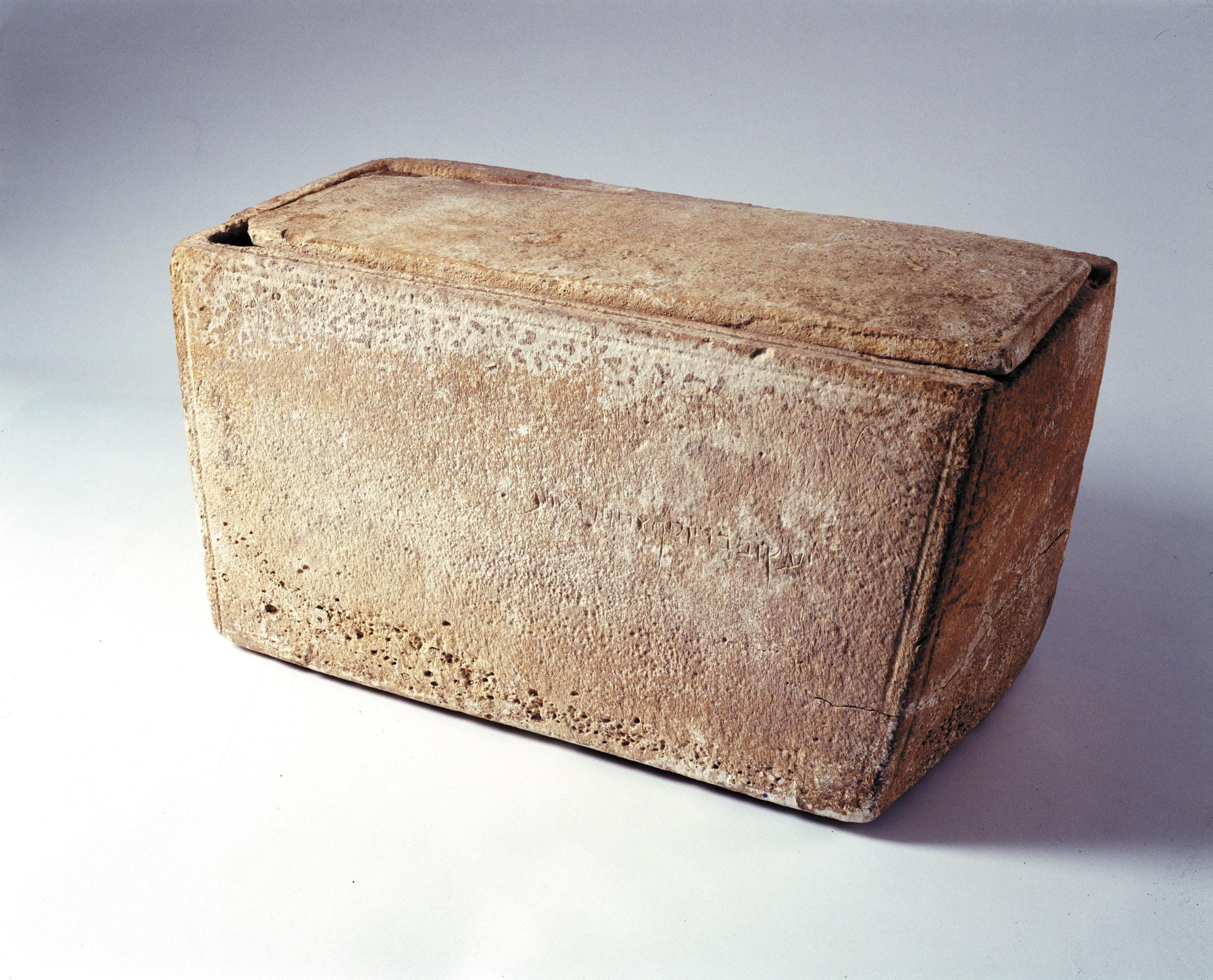
Ossuarium w formie pojemnika (Ossuarium Jakuba z I w.)

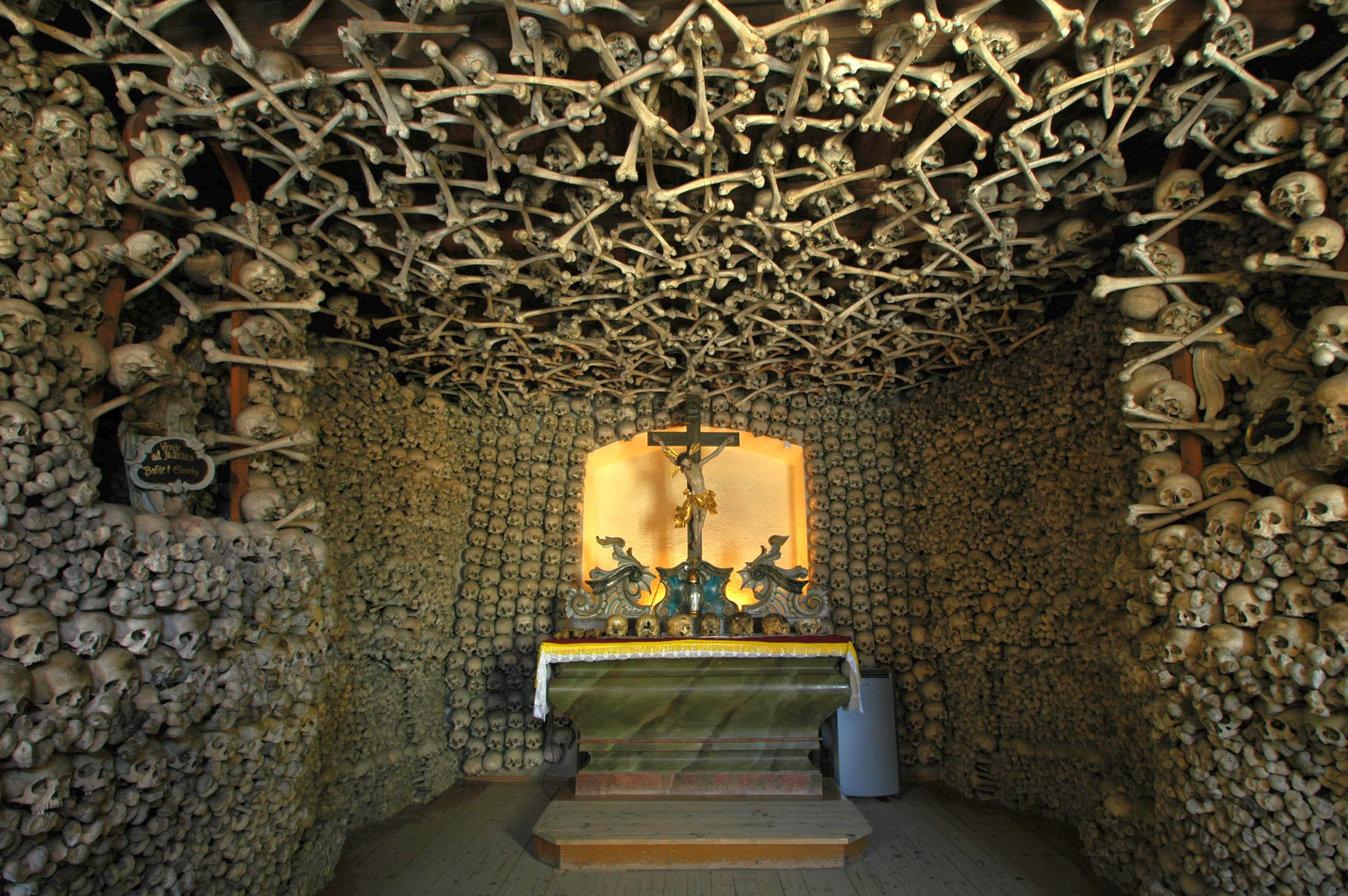
Ossuarium w formie pomieszczenia (Kaplica Czaszek z XVIII w.)

Ossuarium (łac. ossuarius, także ossarium) – naczynie lub inny pojemnik służący do przechowywania kości, albo prochów zmarłego, którego poddano kremacji.
Nazwa ta obejmuje również pomieszczenia lub wolno stojące budowle wznoszone w obrębie cmentarzy. W przypadku, gdy w miejscu starego zakładano nowy cmentarz, umieszczano w nich ekshumowane szczątki zmarłych.
Ossuaria tworzono też w miejscach wielkich bitew, po epidemiach lub klęskach głodu.